# Famille Matono
 (août 2024).
Les Matono sont une famille patricienne de Venise, originaire de Mantoue.

## Historique
La famille fait édifier l'Église San Martino de Castello avant de se transférer dans la colonie de Candie.
Marco Matono revient de Candie en 1460 pour se produire devant le Maggior Consiglio.
Son dernier membre est Giovanni en 1530, marié à une fille de Michiel Querini.

## Armes

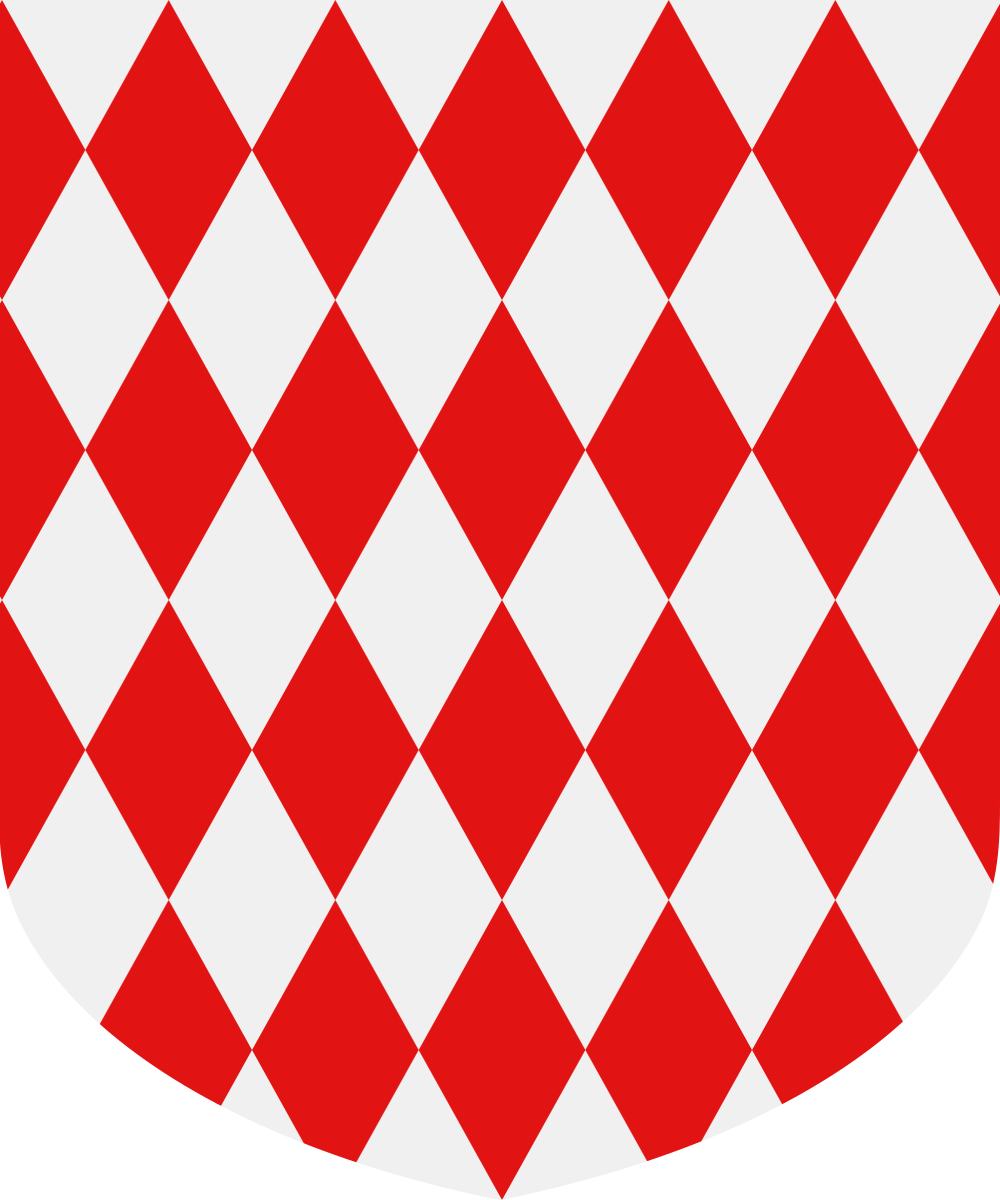
Armes des Matono

Les armes des Matono se blasonnent ainsi : losangé d'argent et de gueules.